# American Football Verband Bayern
Der American Football Verband Bayern (AFVBy) ist ein Sportverband für American Football des AFVD in München. Er wurde 1982 durch die Vereine Ansbach Grizzlies, Erding Bulls, Allgäu Comets, Munich Cowboys, München Rangers, Nürnberg Rams und Starnberg Argonauts gegründet.
1988 wurde der Verband in den Bayerischen Landessportverband (BLSV) aufgenommen.

## Präsidenten
| Von        | Bis        | Name              |
| ---------- | ---------- | ----------------- |
| 24.09.1982 | 17.11.1985 | Donald Kemper     |
| 17.11.1985 | 01.11.1987 | Dieter Felde      |
| 01.11.1987 | 08.04.2006 | Helene Busse      |
| 08.04.2006 | 14.12.2007 | Erich Sumner      |
| 14.12.2007 | 12.03.2011 | Martin Hanselmann |
| 12.03.2011 | 17.03.2012 | Holger Eitner     |
| 17.03.2012 | bis jetzt  | Michael Döhla     |

## Erfolge bayerischer Mannschaften
| Saison | Verein            |
| ------ | ----------------- |
| 1981   | Ansbach Grizzlies |
| 1982   | Ansbach Grizzlies |
| 1985   | Ansbach Grizzlies |
| 1993   | Munich Cowboys    |

| Saison | Verein            |
| ------ | ----------------- |
| 1979   | Ansbach Grizzlies |
| 1980   | Ansbach Grizzlies |
| 1983   | Ansbach Grizzlies |
| 1984   | Ansbach Grizzlies |
| 1986   | Ansbach Grizzlies |
| 1992   | Munich Cowboys    |

| Saison | Verein               |
| ------ | -------------------- |
| 1992   | Bamberg Lady Bears   |
| 1998   | Nürnberg Hurricanes  |
| 1999   | Nürnberg Hurricanes  |
| 2005   | Munich Cowboys Ladys |
| 2006   | Munich Cowboys Ladys |

| Saison | Verein            |
| ------ | ----------------- |
| 1983   | München Rangers   |
| 1984   | München Rangers   |
| 1985   | Noris Rams        |
| 1986   | Munich Cowboys    |
| 1987   | Munich Cowboys    |
| 1988   | Würzburg Pumas    |
| 1989   | Kempten Comets    |
| 1990   | Ansbach Grizzlies |
| 1993   | Regensburg Royals |
| 1996   | Munich Cowboys    |
| 2004   | Franken Knights   |
| 2005   | Franken Knights   |
| 2021   | Fursty Razorbacks |

## Vereine
(Stand 2022)
- Allgäu Comets
- Amberg Mad Bulldogs
- Ansbach Grizzlies
- Ansbach Margraves
- Augsburg Raptors
- Augsburg Rooks (DFFL)
- Augsburg Storm
- Bad Tölz Capricorns
- Bamberg Bucks
- Bamberg Phantoms
- Bayreuth Dragons
- Beratzhausen Bears (DFFL)
- Burghausen Crusaders
- Cham Raiders
- Coburg Black Dukes
- Coburg CoTrojans
- Dachau Thunder
- Erding Bulls
- Erlangen Sharks
- Feldkirchen Lions
- Franken Knights
- Fursty Razorbacks
- Fürth Shamrock
- Hartkirchen Celtics
- Hemhofen Gechers
- Herzogenaurach Rhinos
- Hof Jokers
- Ingolstadt Dukes
- Ingolstadt Maniacs
- Kirchdorf Wildcats
- Königsbrunn Ants
- Kümmersbruck Red Devils
- Landsberg X-PRESS
- Landshut Black Knights
- München Rangers
- Munich Cowboys
- Munich Spatzen (DFFL)
- Münnerstadt Dark Knights
- Neustadt Falcons
- Neu-Ulm Spartans
- Nürnberg Hawks
- Nürnberg Rams
- Nürnberg Silverbacks
- Oberammergau Wolfpack
- Odelzhausen Red Dragons (DFFL)
- Passau Pirates
- Plattling Black Hawks
- Regensburg Phoenix
- Rosenheim Rebels
- Schweinfurt Ball Bearings
- Schweinfurt Hornets
- Spiegelau Bats
- Starnberg Argonauts
- Straubing Spiders
- Traunreut Munisier
- Weiden Vikings
- Würzburg Panthers
- Würzburg Pitbulls

## Landesjugendauswahl
Die Landesjugendauswahl des AFVBY sind die Bavarian Warriors. Dabei handelt es sich um eine Auswahlmannschaft für Spieler im Alter U18, die regelmäßig neu angepasst wird um am jährlich stattfindenden Jugendländerturnier teilzunehmen. Beim Turnier 2013 schafften es die Warriors erstmals den Landesmeistertitel für sich zu gewinnen. Darauf folgten 2014 und 2015 zweimal der Vizemeistertitel in Folge. 2019 erreichten die Warriors erneut den zweiten Platz.
Bei Spielen treten die Warriors optisch in den bayrischen Landesfarben mit blauen Jerseys und weißen Hosen an.